# Panimerus arnaudi
Panimerus arnaudi är en tvåvingeart som beskrevs av Wagner 1984. Panimerus arnaudi ingår i släktet Panimerus och familjen fjärilsmyggor.
Artens utbredningsområde är North Carolina. Inga underarter finns listade i Catalogue of Life.